# Sainte-Geneviève-sur-Argence
Sainte-Geneviève-sur-Argence (okcitansko Sant Jurvèva) je naselje in občina v južnem francoskem departmaju Aveyron regije Jug-Pireneji. Leta 2011 je naselje imelo 996 prebivalcev.

## Geografija
Kraj leži v pokrajini Rouergue ob reki Argence, 78 km severno od središča departmaja Rodeza.

## Uprava
Sainte-Geneviève-sur-Argence je sedež istoimenskega kantona, v katerega so poleg njegove vključene še občine Alpuech, Cantoin, Graissac, Lacalm, La Terrisse in Vitrac-en-Viadène z 2.065 prebivalci.
Kanton Sainte-Geneviève-sur-Argence je sestavni del okrožja Rodez.